# Konflikt w Casamance
Konflikt w Casamance – separatystyczna rebelia Ruchu Demokratycznych Sił Casamance (MFDC), mająca na celu secesję Casamance od Senegalu, która toczy się od 1982, kiedy to doszło do pierwszych starć separatystów z armią rządową. Jest to konflikt o niskiej intensywności, tlący się przez kilkadziesiąt lat.

## Tło
Casamance to region Senegalu leżący na południe od Gambii. Etnicznie region jest bardzo zróżnicowany. O ile w Senegalu ponad 95% mieszkańców kraju wyznaje islam, to w Casamance udział muzułmanów jest podobny do chrześcijan. Mieszkańcy regionu czuli odrębność od reszty kraju, ponadto przyczyną dążeń separatystycznych były aspekty ekonomiczne, bowiem Casamance było regionem o największej w skali całego kraju produkcji rolnej. W latach siedemdziesiątych i osiemdziesiątych XX wieku, z powodu lepszych perspektyw życiowych do regionu zaczęli napływać muzułmanie z północy kraju. Rdzenni mieszkańcy z ludu Diola obawiali się z tego powodu społecznej marginalizacji i rozgrabienia bogactw prowincji. Ponadto południe kraju czuło się dyskryminowane przez władze centralne.
W związku z powyższym w roku 1981 katolicki ksiądz Augustin Diamacoune Senghor reaktywował Ruch Sił Demokratycznych Casamance. Senghor domagał się dla Casamance niepodległości, uzasadniając to twierdzeniem, że w czasach kolonialnych region ten zawsze był traktowany przez Francuzów jako osobna kolonia. Z czasem dążenia separatystyczne doprowadziły do konfrontacji militarnej. 26 grudnia 1982 roku Ruch Demokratycznych Sił Casamance zorganizował antyrządową manifestacje w Ziguinchor. Przeciw demonstrantom wysłano żandarmerię, a samego księdza Senghora aresztowano i skazano na pięć lat więzienia. Rok później, 18 grudnia 1983 roku, doszło do kolejnej demonstracji w Ziguinchor. Siły bezpieczeństwa otworzyły ogień do demonstrantów, zabijając 24 osoby. Setki osób aresztowano, a wielu działaczy w obawie przed represjami uciekło do okolicznych lasów, gdzie były kapral armii francuskiej Sidy Badji rozpoczął formować bojówki i prowadził szkolenia militarne.

## Historia konfliktu
Po sformowaniu militarnych oddziałów ugrupowania separatystycznego rozpoczęły się pierwsze pojedyncze ataki partyzanckie na odosobnione posterunki policji, bądź zapuszczające się w głąb lasów patrole. Władze, chcąc przerwać sporadyczne ataki partyzanckie, powołały do rządu dwóch polityków wywodzących się z Casamance i w roku 1988 ogłosiły amnestię dla członków MFDC. Nadal jednak setki działaczy z Casamance przetrzymywano w więzieniach, ponadto w dalszym ciągu prowadzono politykę represji przeciwko separatystom, co nie sprzyjało pokojowemu zakończeniu kryzysu.
20 kwietnia 1990 roku bojownicy z MFDC rozpoczęli ofensywę przeciwko strukturom władz centralnych w Casamance. Zaatakowano wówczas posterunek celny w Séléti na granicy z Gambią, a następnie przeprowadzono podobne ataki na całym obszarze zbuntowanego regionu. Władze wprowadziły stan wyjątkowy w Casamance i ponownie aresztowały księdza Senghora. Po roku ataków partyzanckich rozpoczęły się pierwsze negocjacje, które zaowocowały wypuszczeniem z więzienia księdza Senghora oraz 350 innych więźniów z Casamance. 31 maja 1991 roku w mieście Cacheu w Gwinnei Bissau podpisano rozejm, który oprócz zawieszenia broni przewidywał wycofanie oddziałów regularnej armii z Casamance oraz wprowadzenie swobody podróżowania po całej prowincji.
Pod koniec 1992 roku doszło do rozłamu wśród Ruchu Demokratycznych Sił Casamance. Radykalne skrzydło ugrupowania "Front Południowy" w przeciwieństwie do "Frontu Północnego" nie chciało poprzestać na założeniach z Cacheu. Rebelianci wznowili ataki nie tylko na rządowe siły senegalskie, ale także muzułmanów, którzy napływali z północy kraju. W trakcie wyborów generalnych w Senegalu w lutym i w maju 1993 roku MFDC prowadziło kampanię mającą na celu zakłócenie elekcji, jednakże zakończyła się ona fiaskiem. Mimo zastraszania i mordowania osób, które głosowały za ówczesnym rządem, frekwencja wyborcza w Casamance okazała się stosunkowo wysoka. Amnesty International oskarżała armię rządową o brutalne traktowanie cywilów oraz torturowanie i mordowanie osób podejrzewanych o współpracę z separatystami.

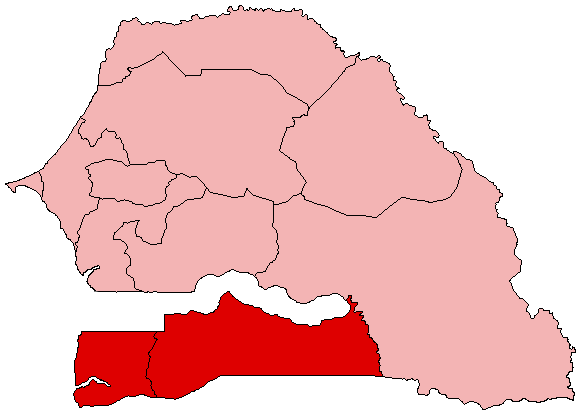
Casamance na mapie Senegalu

Separatyści podjęli również próbę destabilizacji sektora turystycznego w Casamance. Ogłosili, iż turyści odwiedzający ten region robią to na własną odpowiedzialność. Zakończyło się to zaginięciem w kwietniu 1995 czterech Francuzów, których ciał nigdy nie odnaleziono. Władze podjęły dwutorowe działania. Z jednej strony Assane Seck, pochodzący z Casamance senegalski minister spraw zagranicznych, podjął dialog z księdzem Senghorą. Jednocześnie armia podjęła w październiku i listopadzie 1995 roku szeroko zakrojoną ofensywę przeciwko „Frontowi Południowemu”. Były to najbardziej zaciekłe walki w trakcie konfliktu, jednakże żadna ze stron nie zyskała przewagi.
Patowa sytuacja sprzyjała walkom pozycyjnym. W roku 1997 MFDC zaczęło masowo minować tereny Casamance, na czym cierpieli głównie cywile. Spowodowało to również − oprócz ofiar − upadek gospodarczy i degradację infrastruktury regionu, którego nie odwiedzali już turyści (przez co w sektorze turystycznym pracę straciło 16 tys. osób) i z którego ewakuowali się zagraniczni inwestorzy. Uchodźcami wewnętrznymi i zewnętrznymi było około 62 tys. mieszkańców Casamance, przez co upadło rolnictwo, które przed wybuchem konfliktu tworzyło gospodarkę regionu. Narastający kryzys humanitarny spowodował liczne fale malarii.
Rebelianci w czasie walk partyzanckich zabiegali o międzynarodowe wsparcie. MFDC zostało poparte przez Libię i Mauretanię, wrogo nastawioną do Dakaru. Partyzanci korzystali z baz na terenie Gambii i Gwinei Bissau, która pośrednio była uwikłana w konflikt. Terytorium Gwinei Bissau służyło też za schronienie dla tysięcy uchodźców z Casamance, dzięki czemu rebelianci znajdowali oparcie w obozach dla uchodźców. Prezydent Gwinei Bissau João Vieira próbował początkowo mediować między stronami konfliktu, jednak wysocy funkcjonariusze wojskowi uprawiali handel bronią z partyzantami, co niweczyło wysiłki pokojowe. Dakar oskarżał Bissau o wspieranie separatystów.
W lutym 1998 roku Vieira pozbawił stanowiska szefa sztabu armii Gwinei Bissau Ansumane Mané. Ten w odpowiedzi w czerwcu 1998 roku zbuntował się. W Gwinei Bissau wybuchła jedenastomiesieczna wojna domowa, zakończona ostatecznie − mimo interwencji wojsk senegalskich − upadkiem Vieiry. "Front Południowy" wspierał gwinejskich puczystów, tym samym konflikt w Casamance rozlał się na Gwineę Bissau. Po zabiciu Mané w 2001 roku wyparto senegalskich separatystów z baz, a cywilów w brutalny sposób wypędzono z obozów uchodźców.
W 2002 roku doszło do katastrofy obsługującego linię Dakar-Ziguinchor promu „Joola”. Utonęło wówczas prawie 2 tysiące osób. Partyzanci MFDC początkowo utrzymywali się dzięki wsparciu tych mieszkańców regionu, którzy opowiadali się za niezależnością. Jednak brutalna i dewastacyjna działalność rebeliantów doprowadziła do tego, że cywile odwrócili się od nich. By podreperować swój fundusz zaczęli ściągać haracze od producentów marihuany oraz prowadzić nielegalną wycinkę lasów i handel drewnem. Ponadto dokonywali napadów rabunkowych i porywali ludzi dla okupu. Zwiększyło to znacznie przestępczość w regionie, a „Front Północny” i „Front Południowy”, uległy kolejnym rozłamom. MFDC nie prezentowało już spójnego celu rebelii, a zawierane rozejmy były łamane przez konkurencyjne frakcje, które walczyły nie tylko z rządem ale i między sobą.
Ksiądz Senghor, który był pod koniec XX wieku symbolem ruchu niepodległościowego zaczął skłaniać się ku rozwiązaniu konfliktu na drodze negocjacji. Dzięki temu poprawiły się jego stosunki z Watykanem, lecz stracił autorytet wśród bojowników. Część bojowników skupionych wokół Salifa Sadjo odmówiła mu posłuszeństwa, przejmując kontrolę nad „Frontem Południowym”, który po wojnie w Gwinei Bissau był znacznie osłabiony. Zapędy separatystyczne wyhamowały po śmierci Sidy’ego Badji z "Frontu Północnego", a prezydent Senegalu Abdoulaye Wade za swój priorytet uznał zakończenie konfliktu. 30 grudnia 2004 roku ksiądz Senghor i minister spraw wewnętrznych Senegalu, Ousman Ngom, podpisali w Ziguinchor porozumienie pokojowe, które przewidywało zakończenie walk, odbudowę regionu, demobilizacje bojowników i pomoc w ich powrocie do normalnego życia. Pominięto jednak kwestię statusu regionu.
Niezadowoleni z układu aktywiści z "Frontu Południowego" ponownie rozpoczęli na początku 2006 roku budowę baz wojskowych na terenie Gwinei Bissau. Gdy władze tego kraju wykryły ten proceder, przystąpiły do natychmiastowej pacyfikacji. Do akcji wysłał wojsko także prezydent Wade, chcący zachować dobre relacje z Bissau. Rebelianci zostali szybko wyparci i przenieśli się pod granicę z Gambią, gdzie jednak natrafili na bojowników z "Frontu Północnego". Bratobójcze walki z sierpnia 2006 roku zmusiły kolejne tysiące cywilów do ucieczki na drugą stronę granicy. W trakcie wewnętrznych zatargów w MFDC, 13 stycznia 2007 zmarł ksiądz Augustin Senghor.
Po układzie pokojowym z 2004 roku konflikt stracił na intensywności, jednak walk nie zakończono. W roku 2007 rebelianci dokonali serii zabójstw politycznych, za co odpowiedzialne było radykalne skrzydło MFDC. W 2010 w Lagos w Nigerii zatrzymano nielegalny transport irańskiej broni przeznaczonej prawdopodobnie dla rebeliantów z Casamance. W odpowiedzi Senegal wydalił irańskiego ambasadora. Ostatnie krwawe walki w Casamance miały miejsce w grudniu 2010 roku, gdy partyzanci zaatakowali miasto Bignona. Zginęło wówczas kilkunastu bojowników i żołnierzy. Rok później, 21 grudnia 2011 roku, 12 żołnierzy zostało zabitych w ataku na bazę wojskową w pobliżu miasta Bignona. Trzech żołnierzy zginęło w zamachu z 14 lutego 2012 roku, a czterech innych 23 marca.
5 kwietnia 2012 roku nowo zaprzysiężony prezydent Macky Sall zapowiedział, że zapewnienie pokoju na południu kraju będzie priorytetem dla jego administracji. Wyraził również przekonanie, że przywódcy Gambii i Gwinei Bissau, zaangażują się w rozwiązanie długotrwałego konfliktu. Liczbę ofiar konfliktu w Casamance oblicza się na 3,5 do 5 tysięcy ofiar śmiertelnych. Ponad 60 tysięcy mieszkańców Casamance pozostaje uchodźcami.